# Suicídio de Eden Knight
Eden Knight (n. 8 de março de 2000 - 12 de março de 2023) foi uma mulher trans da Arábia Saudita que vivia nos Estados Unidos e morreu por suicídio em 12 de março de 2023. De acordo com sua nota de suicídio, que ela postou no Twitter, Knight foi coagida a voltar para sua família na Arábia Saudita, que forçou ela a desistir sua transição.

## Biografia
Eden Knight nasceu na Arábia Saudita. Seu pai, Fahad Al-Shathri, é um financista saudita que serviu por cinco anos no Fundo Monetário Internacional e, mais recentemente, foi Vice-Governador para Supervisão do Banco Central Saudita .
Knight cursou matriculou na Universidade George Mason estudando ciência da computação . Depois de se mudar aos Estados Unidos pela universidade, e durante a pandemia de COVID-19, Knight se saiu do armário como transgênero e se envolveu online com membros da comunidade trans. Os amigos dela descreviam ela como inteligente, versado e disseram que ela esperava se tornar uma defensora das pessoas trans, principalmente na Arábia Saudita, cujo governo não reconhece os direitos LGBT . Ela era uma fã do rapper sueco Bladee .
Em fevereiro de 2022, Knight perdeu suas acomodações estudanteis na Universidade George Mason. Sua bolsa internacional supostamente expirou antes que ela pudesse se graduar, resultando na expiração de seu visto; ela planejou pedir asilo político nos Estados Unidos. Knight mudava a Geórgia onde morava com um casal americano. Ela se aproximou deles e se deu bem com seu filho; a família deu a ela uma pulseira com a palavra "tia" como presente. Também em 2022, Knight começou terapia hormonal feminizante .
Em agosto de 2022, Knight foi contatado por dois fixadores americanos. Esses indivíduos, identificados como Michael Pocalyko e Ellen Cole,  prometeram que poderiam ajudá-la a reconcilar com seus pais e também ajudá ela com seu status de imigração. Alguns dos amigos de Knight ficaram desconfiados quando Pocalyko, em um telefonema que eles ouviram, elogiou fotos picantes dela que ele havia encontrado online. Pocalyko também impediu que os amigos de Knight se envolvessem em seus planos, exigindo se comunicar apenas com a própria Knight.
Em outubro de 2022, os fixadores persuadiram Knight a viajar para Washington, DC, onde ela esperava obter seu asilo. Ela foi encontrou Pocalyko, Cole e um advogado saudita chamado Bader na estação de trem e eles  trouxeram ela a um hotel. Quando eles chegaram, Bader foi inicialmente amável, mas em dias tornou-se mais coercitivo, mostrando fotos de "homens femininos" a ela e tentando intimidá-la para desistir sua transição. Ela foi forçada a adotar uma aparência mais masculina. Seus pais confrontou ela e mandou Knight para a Arábia Saudita numa avião em dezembro.
Na Arábia Saudita, a família de Knight confiscou seu passaporte e dinheiro para eliminar a possibilidade que ela fugisse. Ela tentou a continuar com a terapia hormonal secretamente, mas seus pais rotineiramente revistavam seus pertences e encontravam seus hormônios várias vezes. Após um desses confrontos, seus pais admitiram que contrataram Pocalyko, Cole e Bader para trazê-la a Arábia Saudita.
Em 12 de março de 2023, Eden Knight postou uma nota de suicídio no Twitter descrevendo as ações de seus pais no ano anterior. Seu tuite recebeu 31 milhões de visualizações em 17 de março A morte de Knight foi confirmada no dia seguinte em um tweet de sua família afirmando "Vá à misericórdia de Deus Todo-Poderoso, jovem" e repetidamente usou a sua deadname